# 尼科洛·塔尔塔利亚
尼科洛·塔尔塔利亚（Niccolò Tartaglia，1499年或1500年—1557年12月13日），原名尼科洛·丰坦纳（Niccolò Fontana），是一名意大利数学家和工程师。他解出了三次方程，但也因此陷入争论之中，他对弹道和抛体问题的研究也有着开创性的贡献。

## 早年

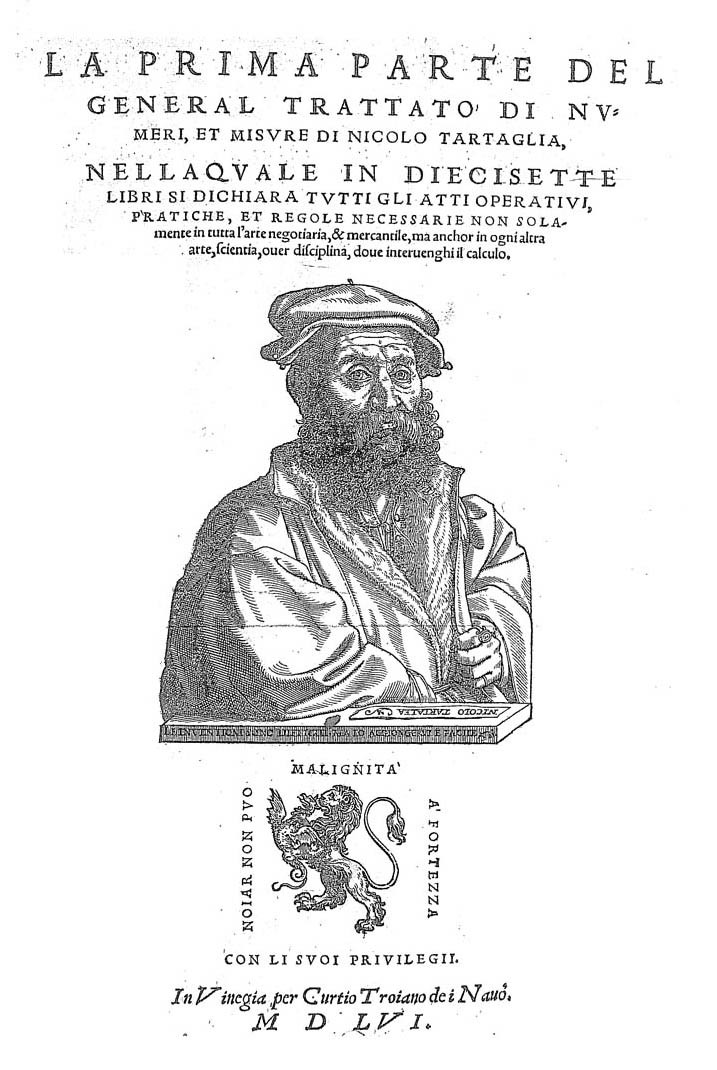
General trattato de' numeri et misure, 1556

尼科洛·丰坦纳生於教皇國布雷西亞，他的父亲米科利·丰坦纳是一名尽职尽责的邮差，虽然家境一般，他仍尽力让儿子接受最好的教育。塔尔塔利亚从四岁起上学，六岁时米科利·丰塔纳在送信路上被谋杀，家境陷入贫苦之中。1512年加斯东·德·富瓦（Gaston of Foix, Duke of Nemours）率领的法军占领布雷西亚，进行了屠杀，塔尔塔利亚全家躲在教堂内才幸免遇难，但他仍被一名士兵砍伤头部，好不容易才活了下来。伤愈后留下说话困难的后遗症，人们因此将给他取了绰号“塔尔塔利亚”（Tartaglia，意为口吃者），他本人也以此为姓发表文章，从此被称为尼科洛·塔尔塔利亚。
塔尔塔利亚不久即显示出他对数学的天赋。她的妈妈把他委托给别人带到帕杜瓦进一步学习。但当他回到布雷西亚时，他因为炫耀自己而不受人欢迎。1516年-1518年间他离开布雷西亚，到维罗纳教数学，不久在维罗纳结婚，但经济状况仍然不佳。1534年他移居威尼斯教授数学，陷入了关于三次方程解法的争论中。

## 三次方程解法的争论

### 费罗与塔尔塔利亚的贡献
1494年，意大利数学家卢卡·帕西奥利在他的《算术、比例和几何总论》中列举了当时解三次方程的失败尝试，认为解三次方程或许是不可能的。1502年帕西奥利在博洛尼亚大学任教，曾与希皮奥内·德尔·费罗讨论过数学问题。若干年后费罗第一个解出了缺少二次项的正系数三次方程“x3＋px=q”，但秘不示人。1526年去世前传给了学生安东尼奥·马里亚·菲奥尔（Antonio Maria Fiore）。菲奥尔同样没有将其发表。
1530年，布雷西亚的数学教师德科伊向塔尔塔利亚提出三次方程的问题。几年中塔尔塔利亚已经找到了缺少一次项的正系数三次方程“x3＋px2=q”的一般解法，求得了正实根。菲奥尔听说塔尔塔利亚会解三次方程，要求公开竞赛。在竞赛前几天，塔尔塔利亚想出了缺少二次项的正系数三次方程的解法。1535年2月22日塔尔塔利亚和菲奥尔在威尼斯进行公开竞赛，各自向对方提出30个问题。塔尔塔利亚在两个小时内解出了菲奥尔的全部问题，而菲奥尔没解出塔尔塔利亚的问题。塔尔塔利亚因此扬名，但得胜的他放弃了竞赛的奖金。

### 卡尔达诺的介入

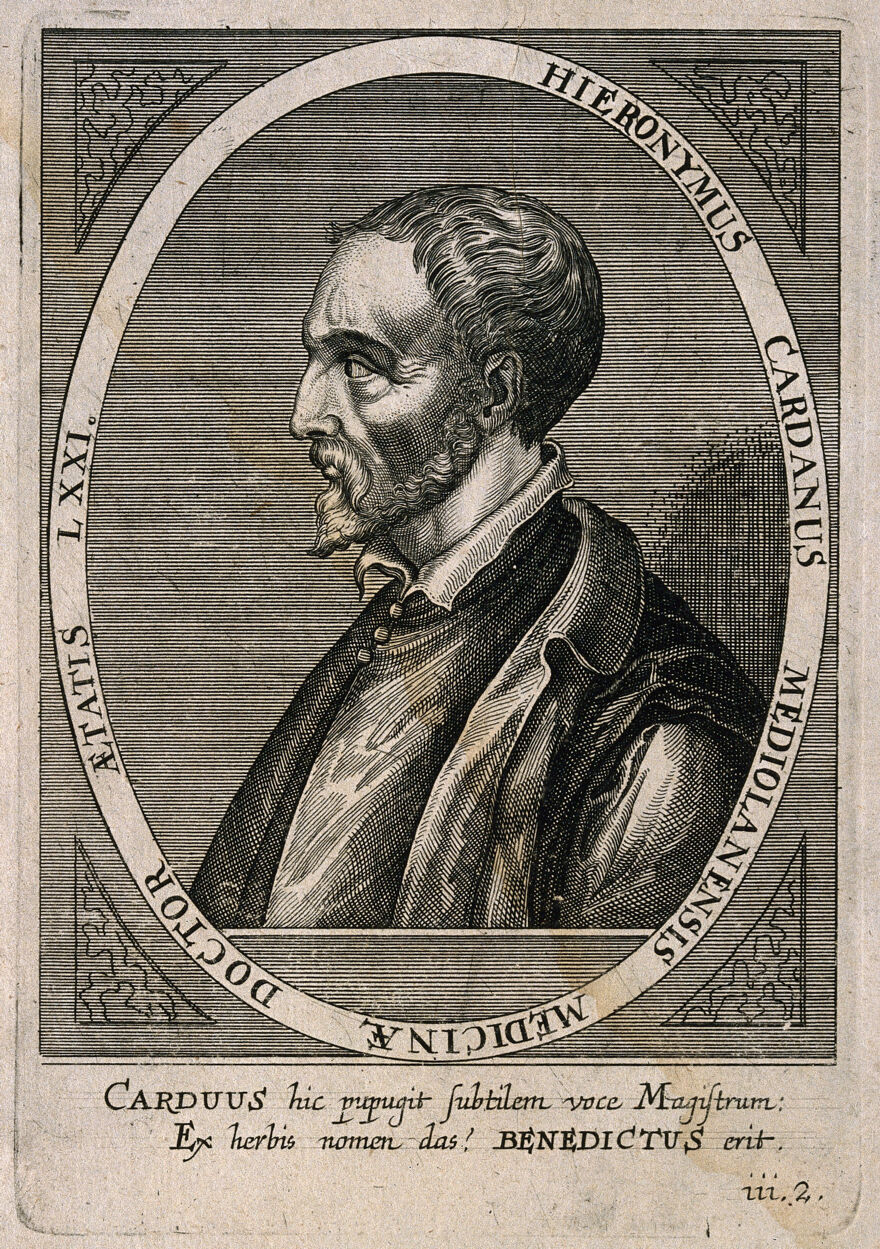
吉罗拉莫·卡尔达诺，意大利数学家，医生

五年之后的1539年，吉罗拉莫·卡尔达诺正在米兰写《算术、几何和代数的实践》。德科伊的到访带来了塔尔塔利亚会三次方程解法的消息。卡尔达诺开始向塔尔塔利亚讨教三次方程的解法。塔尔塔利亚在卡尔达诺发誓保密的前提下、将三次方程的解法以暗语般的25行诗歌形式告诉了卡尔达诺。但塔尔塔利亚随即后悔了，对于卡尔达诺在通信中要求他进一步解释诗歌的要求予以了拒绝。8月份卡尔达诺在研究解法时发现了复数根，他写信询问塔尔塔利亚，塔尔塔利亚发觉卡尔达诺已经领会了解法，就在回信中称卡尔达诺的想法都是错的。
1540年卡尔达诺解出了三次方程，他的学生卢多维科·费拉里则在三次方程解法的解出上解出了四次方程。但限于卡尔达诺的誓言，两者均不能发表。1543年卡尔达诺和费拉里访问博洛尼亚，从费罗留下的手稿中得知费罗是第一个解出三次方程的人。卡尔达诺随即将三次方程和四次方程的解法在1545年出版的《大术》（Arsmagna）中将它们发表出去，书中提到了费罗是第一个解出三次方程的人，塔尔塔利亚独立发现了解法。三次方程的求根公式也因此被称为卡尔达诺公式或卡当公式。

### 塔尔塔利亚与费拉里的论战
卡尔达诺的行为激怒了正埋头翻译、注释《几何原本》的塔尔塔利亚。1546年塔尔塔利亚出版了一部题为《各种问题和发明》（Quesiti et inventioni diverse）的著作，其中以对话和书信等记实方式陈述了他与科伊、菲奥尔、卡尔达诺等人的交往经历和三次方程解法的发现过程，对卡尔达诺进行了攻击。卡尔达诺本人一直对塔尔塔利亚的攻击保持缄默，而费拉里则回击了塔尔塔利亚，两人通过信件争论了一年多。
1548年塔尔塔利亚的故乡布雷西亚提供给他一个教席，但为了证明自己够资格，他决定接受费拉里的公开进行竞赛的要求。1548年8月10日两人的竞赛在米兰大教堂附近举行，塔尔塔利亚称因听众和裁判不公，他第二天就返回了布雷西亚。费拉里在塔尔塔利亚缺席的情况下获胜。塔尔塔利亚回到家乡后教了一年数学，之后被告知他的教席被撤销了。他只得仍回威尼斯教学，他对卡尔达诺的怨恨终生未曾消解。

## 四面体体积公式
塔尔塔利亚曾将已知三边求三角形面积的海伦公式推广到四面体，给出已知四面体六边长求体积的塔尔塔利亚公式，现在多被称为凯莱-门格尔行列式。也有资料认为该公式源于意大利画家，几何学家皮耶罗·德拉·弗朗西斯卡。
{\displaystyle V^{2}={\frac {1}{288}}\det {\begin{bmatrix}0&d_{12}^{2}&d_{13}^{2}&d_{14}^{2}&1\\d_{21}^{2}&0&d_{23}^{2}&d_{24}^{2}&1\\d_{31}^{2}&d_{32}^{2}&0&d_{34}^{2}&1\\d_{41}^{2}&d_{42}^{2}&d_{43}^{2}&0&1\\1&1&1&1&0\end{bmatrix}}}
d ij指的是从i顶点到j顶点之间的距离。

## 工程学上的贡献

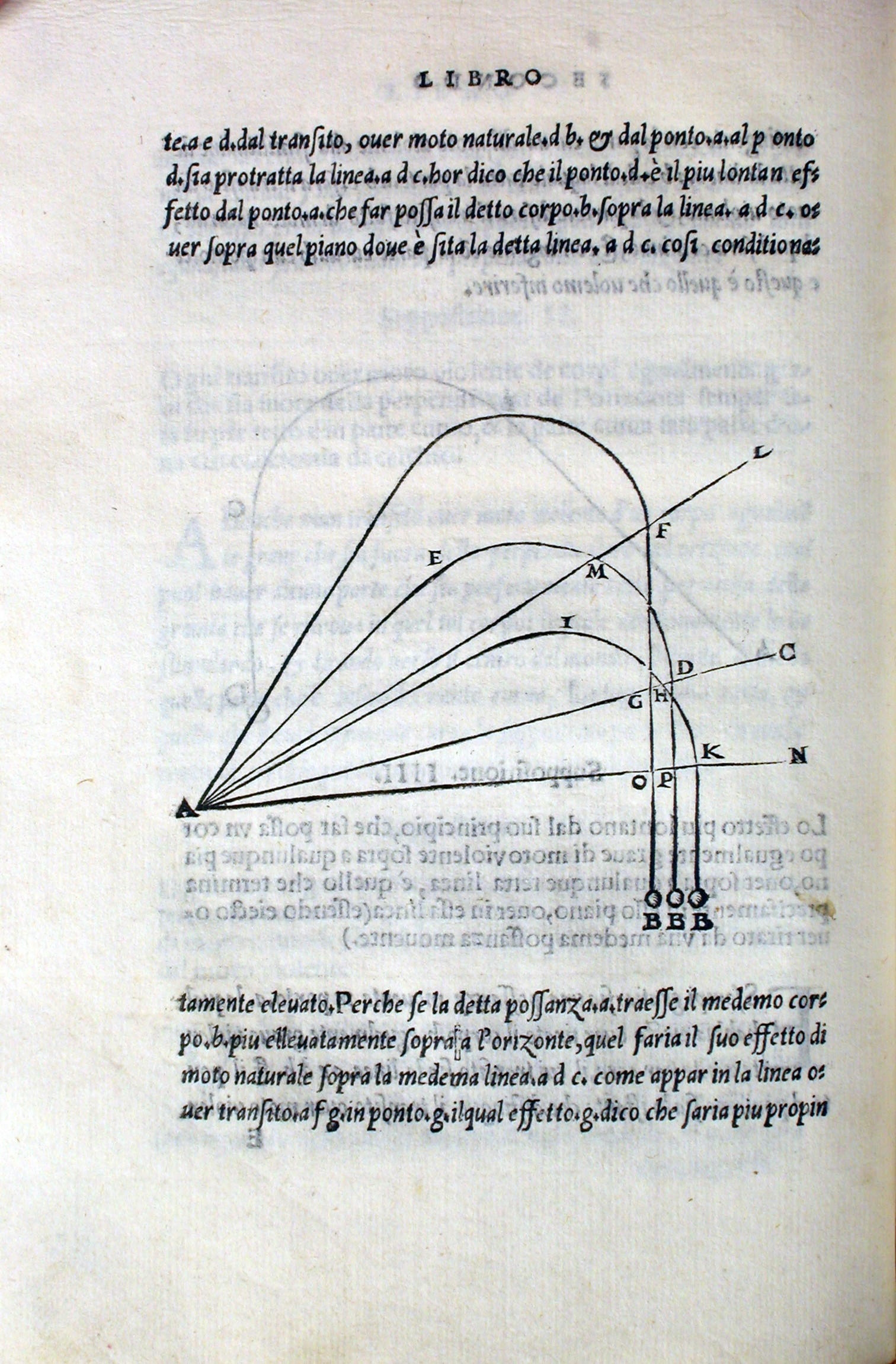
塔尔塔利亚去世后出版的著作中描述弹道计算的图

在他的《新科学》（1537）和《各种问题和发明》中，塔尔塔利亚详尽描述了当时的军事筑垒和弹药配制方法。并且，他第一个试图将数学应用到弹道的计算上，将抛体运动理论化，指出可以通过计算求出射程和高度，求出了45度为最大发射角，这启发了伽利略·伽利莱对自由落体运动的研究。

## 著作列表
- 新科学（1537）
- 欧几里德的《几何原本》的意大利语译本（1543），当时的《几何原本》均是根据阿拉伯语的译本转译成的拉丁语译本，其中在第五卷的比例理论中有错误，塔尔塔利亚根据的是巴托罗缪·赞波尔第的拉丁文译本译出，并纠正了第五卷中的错误。
- 阿基米德著作的意大利语译本（1543）
- 各种问题与发明（1546，1554年修订）
- 论数字和度量（1556-1560）这是一部涉及当时整个数学领域的作品。他在其中叙述了和卡尔达诺、费拉里整个论战过程．该书的前两部分发表于1556年，第三部分在塔尔塔利亚去世3年后的1560年才出版。